# Лисенко Григорій Филимонович
Григо́рій Филимо́нович (Пили́пович) Ли́сенко (1918—1941) — радянський військовик початкового періоду німецько-радянської війни, лейтенант.

## Життєпис
Народився 7 травня 1918 року в селі Миронівці, волосному центрі Семенівської волості Верхньодніпровського повіту Катеринославської губернії (нині — село Семенівка Криничанського району Дніпропетровської області). Українець. Закінчив сільськогосподарський технікум, працював агрономом. Член ВЛКСМ.
До лав РСЧА призваний 1937 року. Закінчив Сумське та Перше Ленінградське артилерійські училища.
Учасник німецько-радянської війни з 1941 року. Командир 6-ї гаубичної батареї 143-го артилерійського полку 14-ї стрілецької дивізії 14-ї армії Карельського фронту (батарея знаходилася на острові Кільдін, з початком війни організовував переведення на Західну Ліцу). Керував підрозділом у боях 8-14 вересня 1941-го на підступах до Мурманська. Після потрапляння ворожого стрільня кинувся гасити палаючі набої. Був поранений, перебуваючи на спостережному пункті та помітивши оточення батареї, прорвався до своїх. Загинув разом із чотирма розрахунками 122-мм гаубиць, не пропустивши наступаючі сили на своєму відтинку.
Похований у братній могилі на території Кольського району Мурманської області — 1448.8 км федерального автошляху «Кола», ліворуч від головного шляху (квадрат 8466).

## Нагороди
Командуванням 143-го артилерійського полку представлений до присвоєння звання Героя Радянського Союзу. У штабі 14-ї стрілецької дивізії нагороду замінено на орден Леніна (27.12.1941).

## Вшанування пам'яті
Пам'ятні знаки батареї Лисенка встановлені в Мурманську, Луостарі, на 64-му кілометрі автомобільної дороги Мурманськ — Печенга. Його ім'ям була названа плавуча база «Північрибхолодофлоту».